# Château de Crissay
Le château de Crissay est un château situé à Crissay-sur-Manse (Indre-et-Loire) et inscrit aux monuments historiques le 7 septembre 1995.